# Filipe, o Chanceler

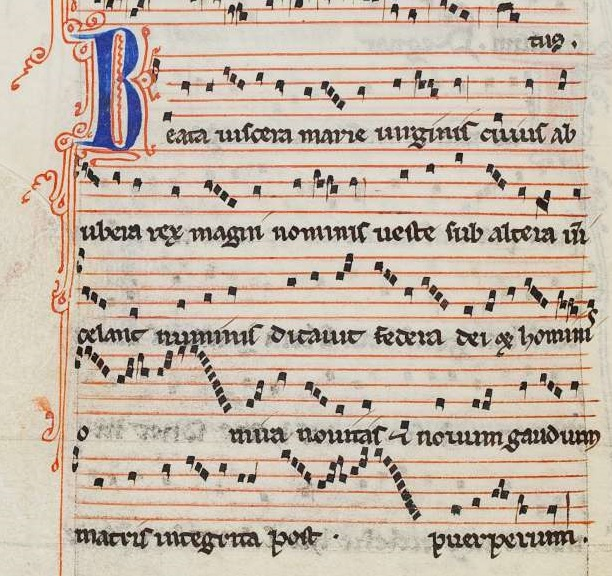
Conductus 'Beata viscera' by Perotin from Wolfenbüttel 1099. Text attributed to Philip the Chancellor.

Filipe, o Chanceler (c. 1160—26 de dezembro de 1236 (76 anos)) foi um teólogo e poeta lírico francês. Filho ilegítimo de Filipe, arcediago de Paris (n. 1125) e membro de uma poderosa família de clérigos, nasceu e foi educado em Paris. Foi chanceler eclesiástico de Catedral de Notre-Dame de 1217 até morrer, foi também arcediago de Noyon. Filipe aparece nos registros históricos como adversário da ascensão das ordens mendicantes em sua época, mas trata-se de um grande exagero. É possível até que ele tenha se juntado aos franciscanos pouco antes de morrer.
Filipe foi um dos mais prolíficos poetas líricos medievais e sua obra mais importante é a "Summa de Bono". Ele foi também o tema da obra "Dit du Chancelier Philippe", de Henri d'Andeli.
É possível que ele tenha sido também um compositor, mas não é certo, uma vez que suas obras sempre se baseiam canções preexistentes. Ele escreveu letras para muitas obras de Pérotin, criando alguns dos primeiros motetos. Seus poemas estavam disponíveis para muitos compositores da Escola de Notre Dame e lhe deram muito de sua força.
Filipe morreu em Paris em 26 de dezembro de 1236.